# Neuzeitarchäologie
Die Neuzeitarchäologie, auch als Archäologie der Moderne bezeichnet, befasst sich als eine archäologische Disziplin mit den materiellen Hinterlassenschaften der Neuzeit. Sie beginnt etwa mit dem 16. Jahrhundert und reicht bis in die jüngste Zeitgeschichte – zum Beispiel durch Untersuchungen in Konzentrationslagern oder an der ehemaligen innerdeutschen Grenze.

## Forschungsgeschichte
Methodisch ist die Archäologie der Neuzeit eng mit der Mittelalterarchäologie verbunden. Diese dehnt ihre Forschungstätigkeit zunehmend bis in die Neuzeit bis hin zum 20. Jahrhundert aus. Angesichts zunehmender Verfügbarkeit von Schriftquellen hatte die Neuzeitarchäologie in Deutschland lange Zeit Akzeptanzprobleme.
Seit den 1990er Jahren gab es zunehmend Grabungen zur frühen Neuzeit, insbesondere auch im Kontext der Reformation. Ein weiteres – und schon früh etabliertes – Feld der Neuzeitarchäologie stellt die Industriearchäologie dar, die sich aber in der Neuzeit eher aus der Technikgeschichte als aus der archäologischen Forschung ableitet.
In den letzten Jahren, seit etwa Mitte der 2010er Jahre, entwickelt sich auch eine Archäologie der Moderne, die insbesondere an den Tatorten der NS-Zeit ansetzt. Zu den Untersuchungsobjekten gehören vor allem Kampfplätze aus dem Ersten und Zweiten Weltkrieg, Stätten aus der Zeit des Nationalsozialismus oder Orte des Kalten Krieges.
Ein spezielles Feld der Neuzeitarchäologie ist die Archäologie der Gegenwart, die sich mit Hinterlassenschaft der jüngsten Vergangenheit aus den letzten Jahrzehnten beschäftigt. Laut einer 2014 durchgeführten Umfrage bei den Landesämtern für Denkmalpflege in Deutschland gab es zu dieser Zeit keine Projekte zur Archäologie der Gegenwart.
Gegenwartsarchäologie wird vielfach von anderen Institutionen der Denkmalpflege betrieben. Beispiele sind archäologische Untersuchungen an der Berliner Mauer, in der Ruine einer kalifornischen Hippie-Villa aus dem Summer of Love, an einem über Jahre betriebenen Friedenscamp von Frauen am britischen Militärflughafen Greenham Common und auf dem Gelände des Woodstock-Festivals von 1969.
In Niedersachsen wurde im Jahr 2014 mit dem Goldschatz von Oedeme ein Depotfund bei Lüneburg entdeckt und archäologisch untersucht, der in den Wirren am Ende des Zweiten Weltkriegs oder in der unmittelbaren Nachkriegszeit niedergelegt worden ist.
Von 2016 bis 2018 führte die Universität Hamburg mit der Archäologischen Untersuchung der „Republik Freies Wendland“ wissenschaftliche Forschungen zum früheren Protestdorf der „Republik Freies Wendland“ bei Gorleben durch, das im Jahr 1980 über vier Wochen bestand. Hierbei handelt sich im deutschsprachigen Raum um das erste Projekt zeitgeschichtlicher Archäologie zur Alltagskultur des späten 20. Jahrhunderts.
Neben die zahlreichen, meist aus denkmalpflegerischen Überlegungen durchgeführte Ausgrabungen tritt seit einigen Jahren eine verstärkte Reflexion der Ziele und Potentiale einer Archäologie der Moderne. Dabei wurde schon früh auf das Wegfallen der Zeitzeugen verwiesen. In den Letzten Jahren wurden mehrere Tagungen und Ausstellungen durchgeführt.